# Once (canção de Diana Vickers)
"Once" é uma canção da artista musical britânica Diana Vickers. Foi lançada em 19 de abril de 2010, servindo como primeiro single de seu álbum de estreia Songs from the Tainted Cherry Tree (2010). Foi escrita por Cathy Dennis e Eg White, sendo produzida e mixada por Mike Spencer. A canção conseguiu atingir o topo da UK Singles Chart, sendo este o seu single de maior sucesso até o momento.

## Faixas e formatos
- Download digital[2]

1. "Once" - 3:05
2. "Once" (Manhattan Clique remix edit) - 3:25

- CD single[3]

1. "Once" - 2:58
2. "Sunlight" - 4:02
3. "Jumping Into Rivers" (Frou Frou central mix) - 3:33
4. "Four Leaf Clover" (versão acústica) - 3:42

## Desempenho nas paradas musicais
| Tabela musical (2010)                       | Melhor posição |
| ------------------------------------------- | -------------- |
| Europa (Billboard European Hot 100 Singles) | 5              |
| Irlanda (IRMA)                              | 3              |
| Reino Unido (UK Singles Chart)              | 1              |

## Histórico de lançamento
| Região      | Data                | Formato          | Gravadora   | Ref.  |
| ----------- | ------------------- | ---------------- | ----------- | ----- |
| Irlanda     | 16 de abril de 2010 | Download digital | RCA Records | [ 7 ] |
| Reino Unido | 18 de abril de 2010 | Download digital | RCA Records | [ 2 ] |
| Reino Unido | 19 de abril de 2010 | CD single        | RCA Records | [ 3 ] |